# Bill Cain
Bill Cain (White Plains, 8 febbraio 1948) è un ex cestista statunitense naturalizzato francese.

## Carriera
Venne selezionato dai Portland Trail Blazers al terzo giro del Draft NBA 1970 (42ª scelta assoluta).
Con la Francia disputò i Campionati europei del 1979.

## Palmarès
- Campionato francese: 3

Le Mans: 1977-78, 1978-79, 1981-82